# Arnolfo (nome)
Arnolfo  è un nome proprio di persona italiano maschile.

## Varianti
- Maschili: Arnulfo[3]

### Varianti in altre lingue
- Catalano: Arnulf[6]
- Francese: Arnoul
- Frisone
  - Ipocoristici: Ane[4], Anne[4], Arke[4]
- Germanico: Arnulf[4][7], Arnulph[7], Arinwulf[6], Arnolf[7], Harnulf[7]
- Islandese: Arnúlfur
- Latino: Arnulphus[1], Arnulfus[1][2], Arnolphus[1], Arnolfus[1][2]
- Norvegese: Arnulf
- Polacco: Arnulf
- Portoghese:  Arnulfo
- Spagnolo: Arnulfo[6]
- Svedese: Arnulf
- Tedesco: Arnulf[4]

## Origine e diffusione

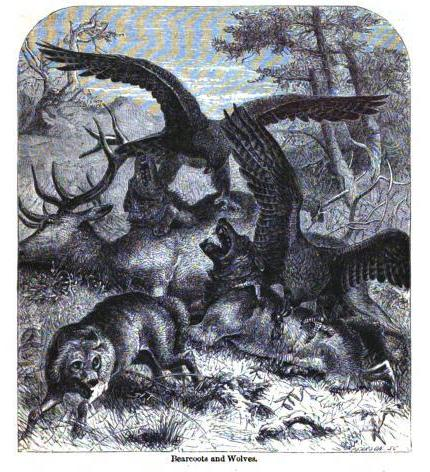
Aquile e lupi in un'illustrazione di Thomas Witlam Atkinson

Si tratta di un nome di origine germanica, composto da arn (o arnu, "aquila") e wulf ("lupo"). Entrambi gli elementi sono ben attestati nell'onomastica germanica: il primo si ritrova ad esempio in Arvid, Arnbjørg e Arnaldo, il secondo in Adolfo, Volfango, Volframo, Pandolfo, Ataulfo e Rodolfo. 
Come gran parte dei nomi germanici, Arnolfo non ha di persé un significato unitario ben definito, e può essere tutt'al più interpretato in modi quali "forte come il lupo e l'aquila" o "aquila guerriera".
In Italia, il nome è giunto grazie ai Longobardi, ed è attestato sin dalla metà dell'VIII secolo in forme latinizzate come Arnolphus e Arnulfus; è diffuso prevalentemente in Toscana, specie a Firenze, e per il resto sparso nel Nord e nel Centro. Parallelamente, tramite i Franchi viene assunto nel francese antico Arnoul.

## Onomastico
L'onomastico si può festeggiare in memoria di più santi e beati, alle date seguenti:
- 29 gennaio, sant'Arnolfo, martire a Cysoing[1][8]
- 2 marzo, beato Arnolfo II, abate di Villers[8]
- 8 marzo, sant'Arnolfo, abate di Saint-Père-en-Vallée presso Chartres[8]
- 2 aprile, beato Arnolfo di Lovanio o Arnolfo I, abate di Villers[8]
- 9 giugno, beato Arnolfo di Velseca, monaco premonstratense a Ninove in Belgio[9]
- 1º luglio, sant'Arnolfo, arcivescovo di Magonza e martire[9]
- 18 luglio, sant'Arnolfo, vescovo di Metz e padre di Ansegiso[1][5][8][9]
- 18 luglio, sant'Arnolfo, missionario presso i Franchi, martire[9]
- 24 luglio, sant'Arnolfo, pellegrino Lorena, martire presso Gruyères[9]
- 14 agosto (o 15[1][5]), sant'Arnolfo, vescovo di Soissons[8][9]
- 22 agosto, sant'Arnolfo, eremita, venerato ad Eynesbury nel Cambridgeshire[9]
- 19 settembre, sant'Arnolfo, vescovo di Gap[1][8][9]
- 25 settembre, sant'Arnolfo, vescovo di Sens[8]
- 31 ottobre, sant'Arnolfo, abate di Novalesa, martirizzato dai Saraceni[9]
- 15 novembre, sant'Arnolfo, vescovo di Toul[9]

## Persone
- Arnolfo, vescovo di Metz
- Arnolfo, conte d'Olanda
- Arnolfo II, conte di Boulogne
- Arnolfo III, conte di Boulogne

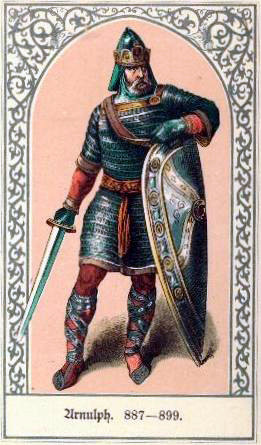
Arnolfo di Carinzia

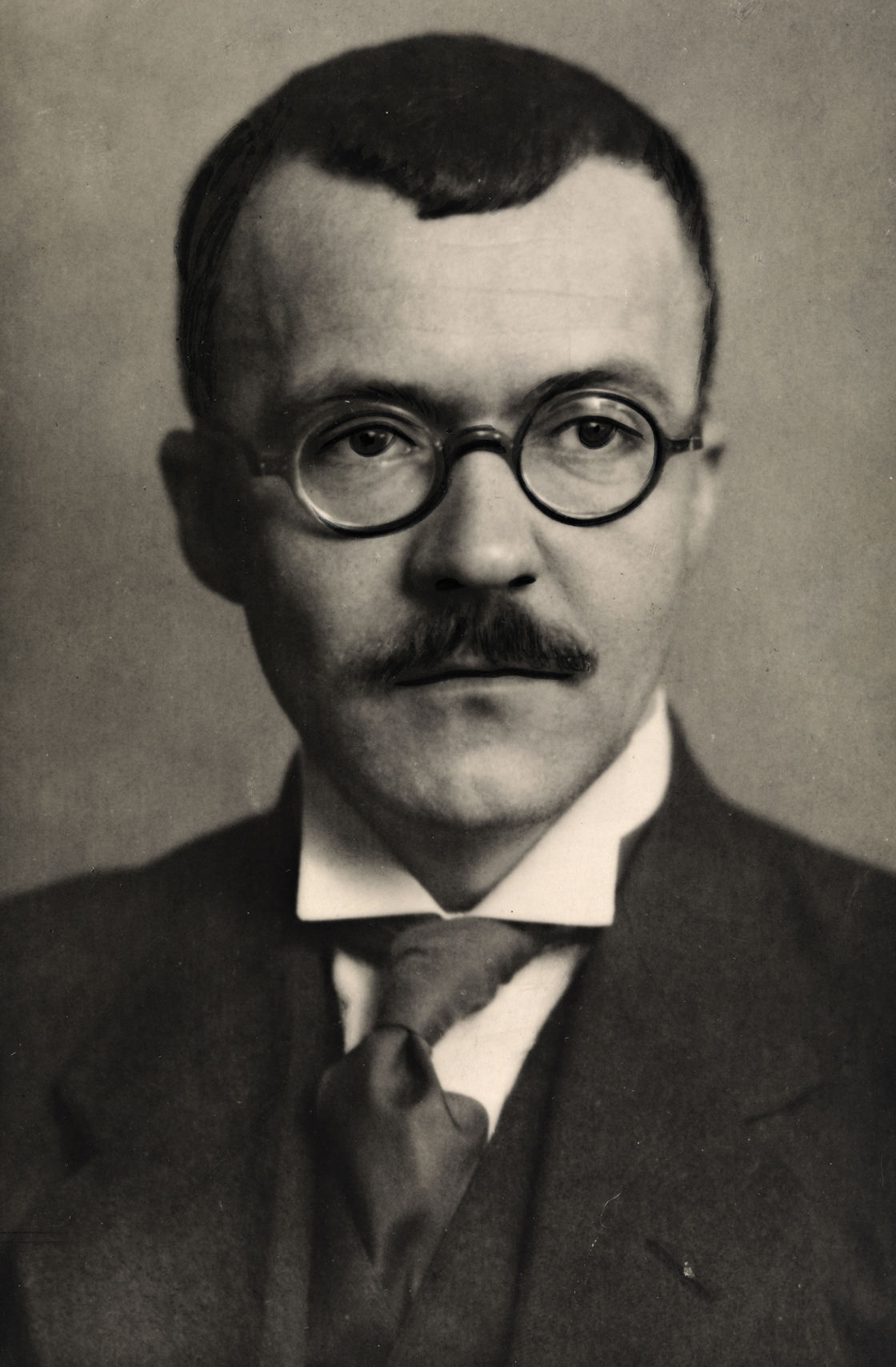
Arnulf Øverland

- Arnolfo II da Arsago, arcivescovo di Milano
- Arnolfo di Cambio, scultore, architetto e urbanista italiano
- Arnolfo di Carinzia, imperatore del Sacro Romano Impero
- Arnolfo I di Fiandra, conte di Fiandra, conte d'Artois, conte di Boulogne e abate laico di San Bertino
- Arnolfo II di Fiandra, conte di Fiandra, conte d'Artois e abate laico di San Bertino
- Arnolfo III di Fiandra, conte di Fiandra e di Hainaut
- Arnolfo di Milano, scrittore e presbitero italiano
- Arnolfo di Orléans, letterato francese
- Arnolfo di Rœux, patriarca latino di Gerusalemme
- Arnolfo Bacotich, storico e giornalista italiano

### Variante Arnulf
- Arnulf di Baviera, principe di Baviera
- Arnulf Øverland, scrittore e poeta norvegese
- Arnulf Rainer, artista, fotografo e pittore austriaco
- Arnulf Erich Stegmann, pittore tedesco

### Altre varianti
- Arnulfo Arias, politico panamense
- Arnoul d'Audrehem, militare francese
- Arnoul Gréban, drammaturgo francese